# Sociedade Esportiva Matsubara
La Sociedade Esportiva Matsubara, noto anche semplicemente come Matsubara, è una società calcistica brasiliana con sede nella città di Cambará, nello stato del Paraná.

## Storia
Il club è stato fondato il 18 dicembre 1974 dal nippo-brasiliano Sueo Matsubara per sostituire un club locale chiamato Cambaraense, finalista del Campionato Paranaense nel 1953.
Nel 1976, il Matsubara è stato finalista del Campionato Paranaense.
Nel 1992, il Matsubara ha terminato al terzo posto nel Campeonato Brasileiro Série C. Il club perse la finale del gruppo B contro il Fluminense de Feira.
Nel 1995, il club si è trasferito a Londrina, ritornando a Cambará poco dopo.